# حارة صافية حزيز (صنعاء)
حارة صافية حزيز هي إحدى حارات حي حزيز بمديرية ضواحي الأمانة سنحان وبني بهلول، بلغ تعداد سكانها 6578 نسمة حسب تعداد اليمن لعام 2004.